# Portavagones

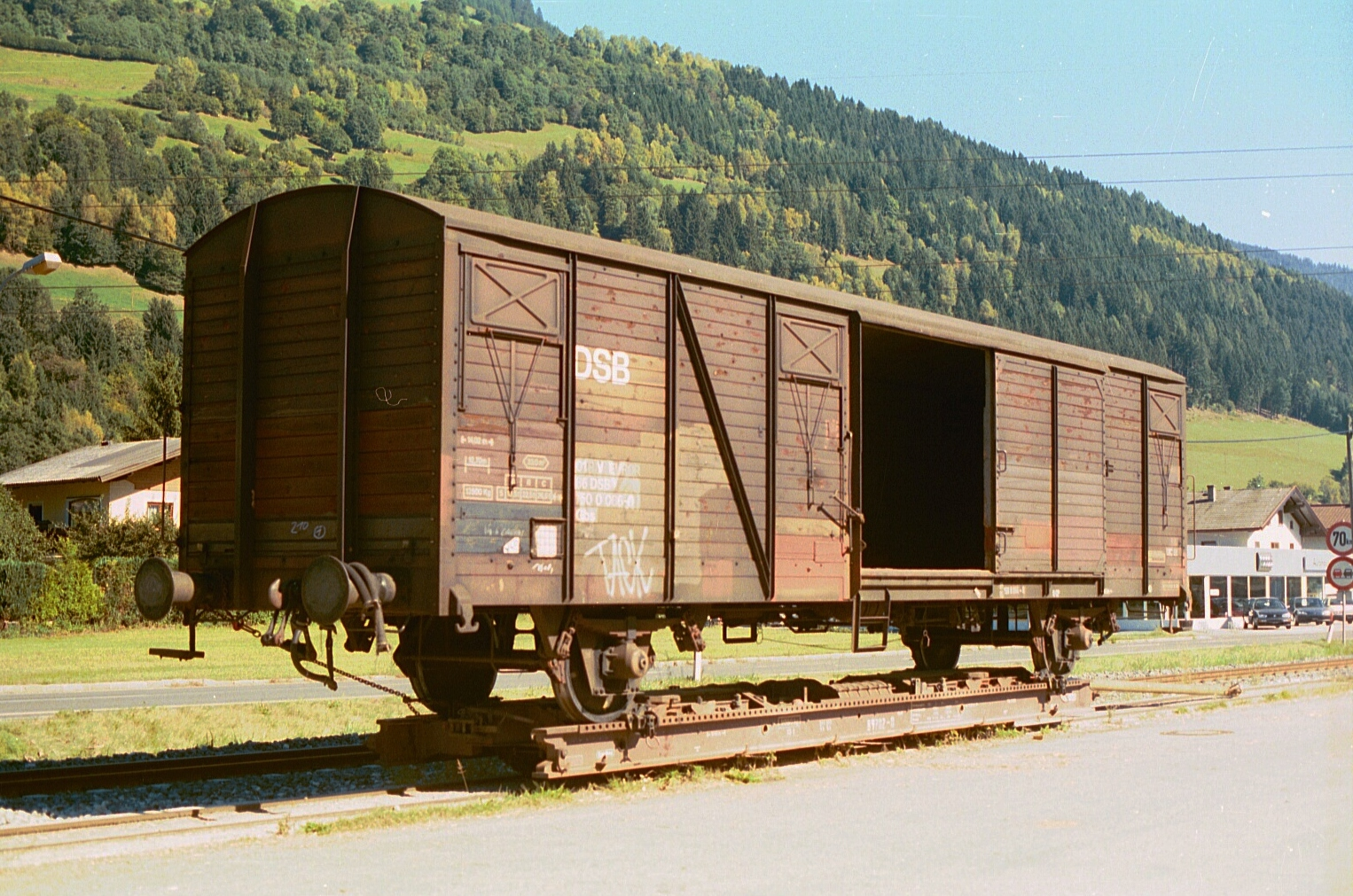
Un vagón del DSB de ancho internacional sobre un portavagones de vía estrecha

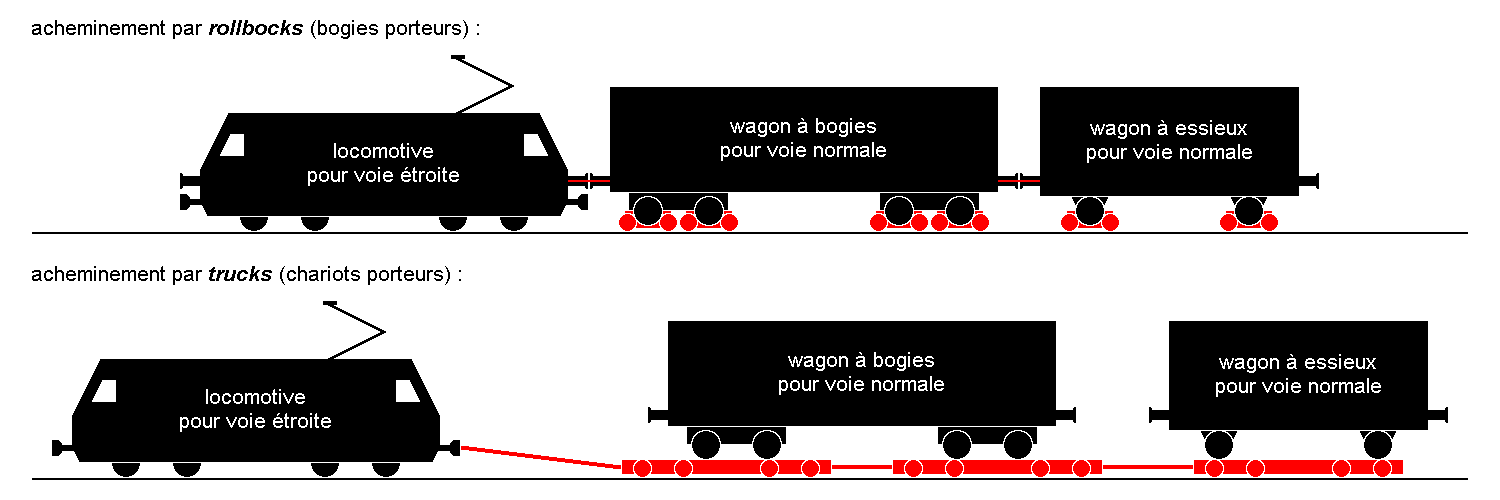
Carretones frente a portavagones

Un portavagones es un tipo de Vagón especialmente diseñado que normalmente se utiliza para transportar material remolcado de un ancho de vía diferente. En la mayoría de los casos, se emplea para transportar un equipo de vía más ancha, lo que permite que la carga en estos vagones de vía más ancha llegue a destinos en la red de vía estrecha sin el gasto y el tiempo que implicaría el transbordo de la mercancía a otros vagones de vía estrecha.
El propósito de este sistema es superar los problemas generados por la incompatibilidad de los anchos de dos líneas ferroviarias con acceso a un mismo punto. Sin embargo, implica que la red de vía más estrecha debe construirse con un gálibo lo suficientemente grande para permitir el paso del equipo de vía más ancha, anulando una de las ventajas económicas la de la construcción de una línea de vía más estrecha. Además, un vagón de vía ancha colocado sobre un portavagones de vía más estrecha no es muy estable, y generalmente está restringido a velocidades bajas de 15 mph (24,1 km/h) más o menos.
Los portavagones han tenido un grado de empleo variable. Eran bastante comunes en Alemania (donde se les llama Rollwagen), Austria, Suiza (aquí llamados Rollschemel en alemán y trucs transporteurs en francés) y Suecia.
Eran poco comunes en América del Norte, donde la práctica del cambio de ejes era más común, como sucedió en un momento en el Ferrocarril de Newfoundland (del CN) en Port aux Basques. Fueron utilizados en el Ferrocarril de Paw Paw en Paw Paw (Míchigan) por un corto tiempo, y en un tramo corto de vía del extinto Ferrocarril de Bradford, Bordell y Kinzua por el maderero Elisha Kent Kane.
En el Reino Unido se emplearon en el Ferrocarril Ligero de Leek y Manifold Valley.

## Portavagones planos
Los portavagones se utilizaron ampliamente durante muchos años en Alemania, Austria (ancho 760 mm (2' 529/32")), Suiza (1000 mm (3' 32/5") en el Brünigbahn) y Suecia (anchos de 802 mm (2' 73/5"), 891 mm (2' 11,10") y 1067 mm (3' 6")). Se convirtieron en un sistema especialmente útil para intercambiar tráfico en la extensa red sueca con vías de 891 mm (2' 11,10"), que llegó a totalizar casi 2000 km (1243 mi). De hecho, varias áreas locales del sur de Suecia casi no tenían líneas 1435 mm (4' 81/2"), y solo disponían de líneas de vía estrecha. Por otro lado, el sistema de carretones Rollböcke no se usaba mucho allí.
Un desarrollo interesante del concepto original de los portavagones (con acopladores de barra entre cada plataforma) fue conectar todos los vagones de ancho estándar directamente entre sí por medio de sus propios acoplamientos. Esto se intentó durante algunos años en Suecia, justo antes de que se cerraran las últimas líneas de carga de vía estrecha en la década de 1980.
Se podrían emplear adaptadores especiales para acoplar un conjunto de vagones transportadores al final de un tren de carga de vía estrecha "ordinario". El frenado continuo tampoco era un problema, dado que el sistema de aire comprimido del tren también se podía incorporar a los acopladores de barra.
Al parecer, la idea del portavagones surgió en Alemania en algún momento alrededor de 1880 o 1890 (donde, de hecho, más tarde, el sistema de carretones "Rollböcke" se usó mucho más). Portavagones con el exclusivo sistema de frenos de fricción del tipo Heberlein se usaban a diario en la antigua RDA (Alemania Oriental) hasta bien entrada la década de 1980.
En el Reino Unido, fueron introducidos en el Ferrocarril Ligero de Leek y Manifold Valley en 1904 por Everard Calthrop, quien también los dispuso en el Ferrocarril Ligero de Barsi en la India en 1897. Llevaban la mayor parte del tráfico de carga en Leek y Manifold Valley.
Por otro lado, se siguen utilizando ampliamente para transportar material rodante, incluidas locomotoras, desde ramales aislados de un determinado ancho hasta los principales centros de mantenimiento.

### Vagones cocodrilo
Los Ferrocarriles del Sur de Australia y los Ferrocarriles Victorianos utilizaron vagones transportadores de ancho irlandés para transportar locomotoras y material rodante de vía estrecha a talleres y otras secciones aisladas de vía estrecha. En el sur de Australia eran conocidos como vagones cocodrilo.
El GWR también tenía vagones cocodrilo, como el que se conserva en el Centro del Ferrocarril de Didcot.

### Tren transportador en Australia

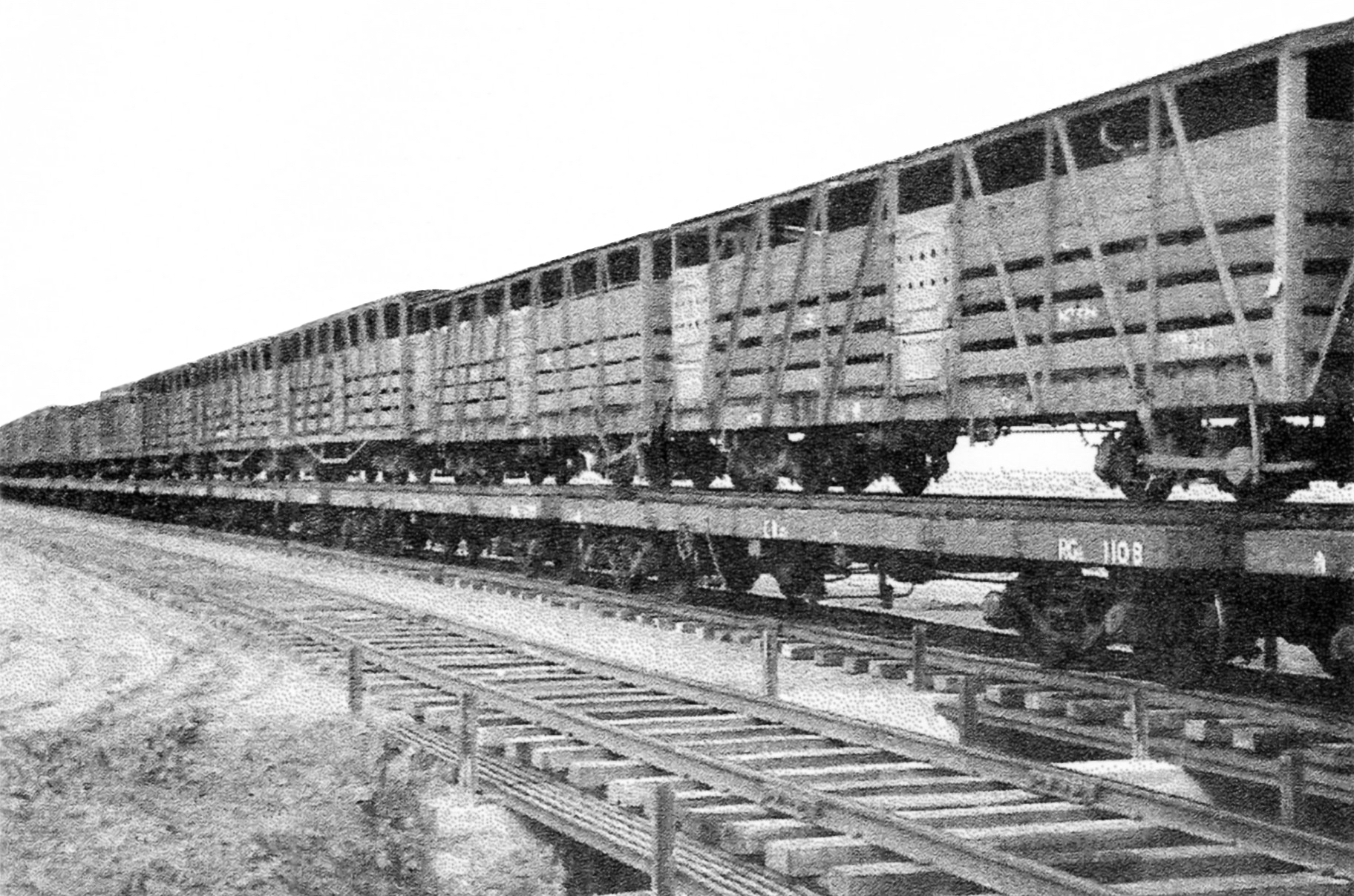
Un tren acoplado de vía estrecha del Ferrocarril Commonwealth con vagones jaula sobre rieles continuos, colocados a su vez sobre vagones plataforma de (outback de Australia)

En 1955, durante una fase intermedia de la sustitución del ferrocarril de vía estrecha (1067 mm (3' 6")) desde Port Pirie a Marree por una línea de ancho internacional, se equiparon tramos de tren de vagones planos de vía estándar con rieles de vía estrecha, lo que permitió que los trenes de vía estrecha transportaran directamente carbón (desde el yacimiento de Leigh Creek), ganado o carga general para viajar más rápido por vía estándar en la nueva línea mejor diseñada. Los rieles de los portavagones eran continuos, de modo que el tren dispuesto en la parte superior podía subir y bajar completo de la plataforma rodando, sin necesidad de hacer maniobrar los vagones uno a uno. El vagón delantero del tren de vía estrecha se sujetaba al vagón delantero del tren de vía estándar. Los frenos de aire del tren de vía estrecha estaban conectados a los frenos de aire del tren de ancho estándar. Una locomotora de vía estrecha empujaba el tren de vía estrecha por una rampa hasta la cubierta del tren de vía estándar. La línea carecía de estructuras elevadas que restringieran la operación de los trenes.

### Tren sobre tren
"Tren sobre Tren" era un concepto de los Ferrocarriles Japoneses, similar al sistema de Australia del Sur ya descrito, empleado para transportar vagones portacontenedores de vía estrecha a velocidades de hasta 200 km/h (124,3 mph) en las vías del Shinkansen de ancho estándar a largo de los 53,85 km (33,5 mi) del túnel submarino de Seikan.

### Estaciones de transferencia de portavagones
Entre 1900 y 1950 se utilizaron portavagones para transportar material rodante de vía estrecha (762 mm (2' 6")) entre cuatro trenes de vía estrecha aislados de sus talleres de mantenimiento en el estado australiano de Victoria. Las líneas principales eran de 1600 mm (5' 3") de ancho. Una rampa unía las vías de vía estrecha y de vía ancha de extremo a extremo en línea recta y la rampa elevaba la vía de vía estrecha aproximadamente un metro hasta el nivel de los rieles de los portavagones de vía ancha.
- Upper Ferntree Gully[6][7] - Gembrook
- Colac[8]- Crowes
- Moe[9] - Walhalla
- Wangaratta[10] - Whitfield
- Talleres de Newport

## Sistema de carretones

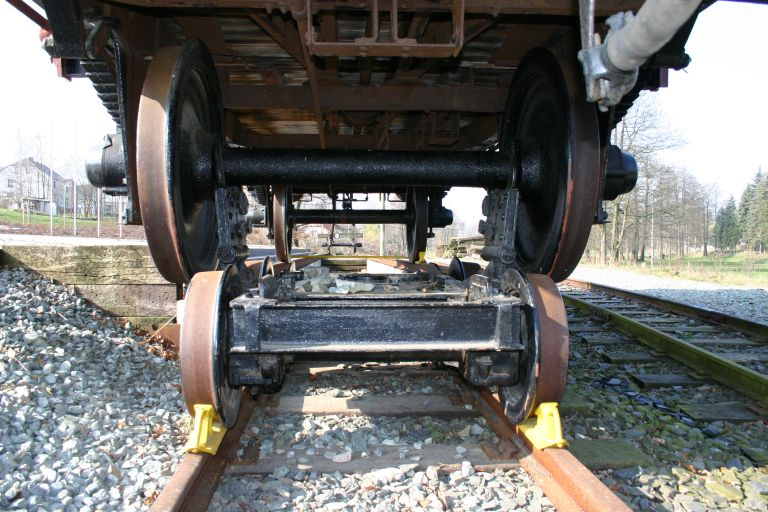
Carretón ferroviario

También es común el uso de carretones en las líneas de vía estrecha de Alemania y Europa del Este, que son remolques completos de ruedas pequeñas que caben debajo de cada par de ruedas del vagón o de cada bogie, y que son arrastrados por su correspondiente enganche (en alemán se denominan Rollböcke).

## Transporte ferroviario de vehículos de carretera
Los trenes con plataformas bajas también se utilizan para transportar vehículos de carretera como automóviles, camiones y autobuses a través de largos túneles ferroviarios. Para el transporte de mercancías de larga distancia, los camiones con remolque o semirremolque (sin cabeza tractora) se cargan en vehículos ferroviarios especializados, como se describe en los artículos sobre:
- Autorack
- Tren portacoches
- Vagón plataforma
- Vagón de piso bajo Modalohr
- Autoexpreso
- Autopista ferroviaria